# Neudorf (Elveția)
Neudorf este o comunitate politică cu 1140 de locuitori situată în cantonul Lucerna, Elveția.